# Julien Maret
Julien Maret (* 1978 in Fully, Kanton Wallis, Schweiz) ist ein Schweizer Autor.

## Leben
Maret stammt aus der Weinbaugemeinde Fully im Tal der Rhone im französischsprachigen Teil des Kantons Wallis. Er studierte Philosophie an der Universität Straßburg. Nach seinem Abschluss liess er sich 2005 in Genf nieder. Dort gründete er zwei Jahre später die Zeitschrift Coma, die sich der heutigen, französischsprachigen, deutsch- und der italienischsprachigen Literatur widmete. 2007 besuchte er das Institut litteraire suisse in Biel und schloss dort mit einem Bachelor en écriture ab. Heute arbeitet er am Musée d’art moderne et contemporain (Genf) (MAMCO) und tritt in Genf und Lausanne mit Lesungen auf, die auch als Performances bezeichnet werden können.
Maret engagierte sich seit seiner Studienzeit in Projekten bei Literaturzeitschriften, so 1999 bei L'Ablate, in welcher unter anderem Beiträge französischsprachiger Autoren aus dem Wallis wie z. B. Bastien Fournier veröffentlicht wurden. Des Weiteren arbeitete er an der Internet-Zeitschrift Coaltar und bei der Zeitschrift Millepiani mit.

## Preise und Auszeichnungen
- 2011: Prix d'encouragement de l'État du Valais für Rengaine

## Veröffentlichungen
- Rengaine. Éditions J. Corti, Paris 2011, ISBN 978-2-7143-1065-1.

deutsch von Christoph Roeber: Tirade. Diaphanes Verlag, Zürich 2013, ISBN 978-3-03734-246-6.